# ブリート

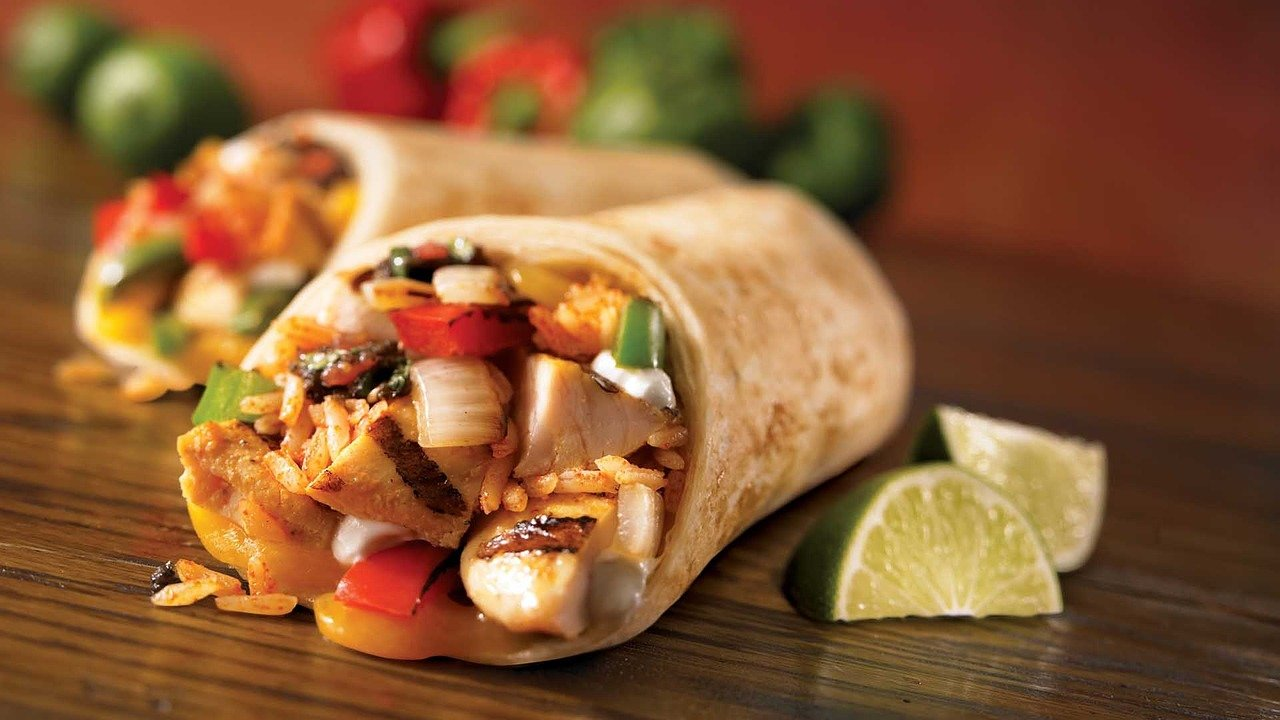
メキシコのブリトー

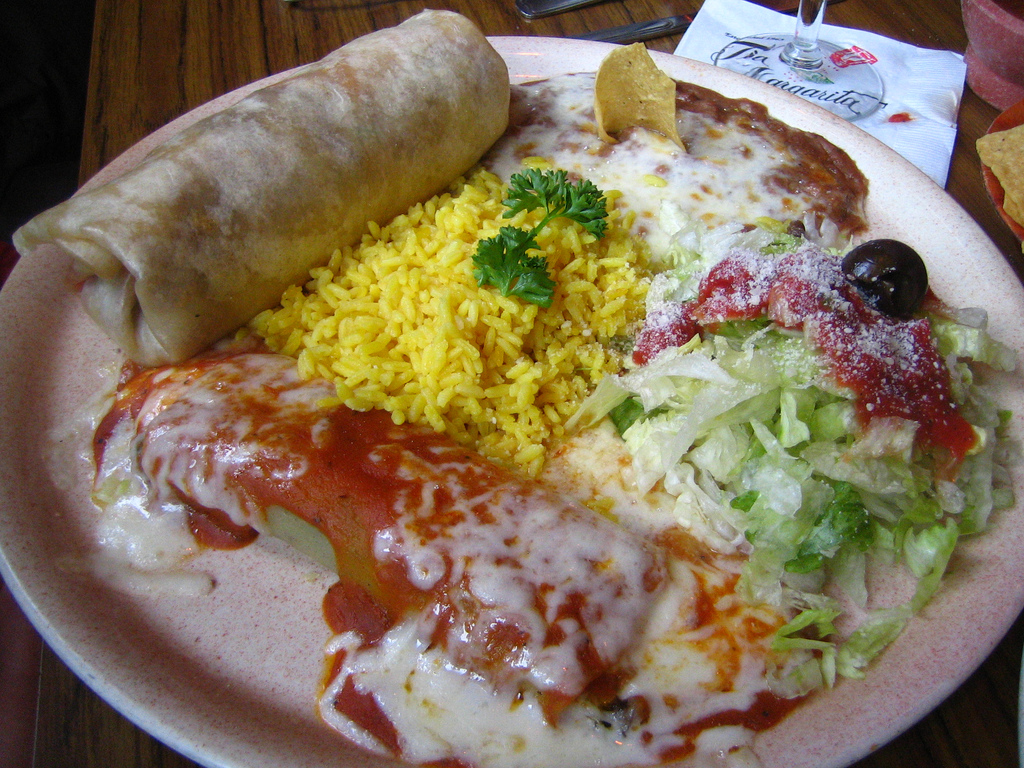
ブリトー

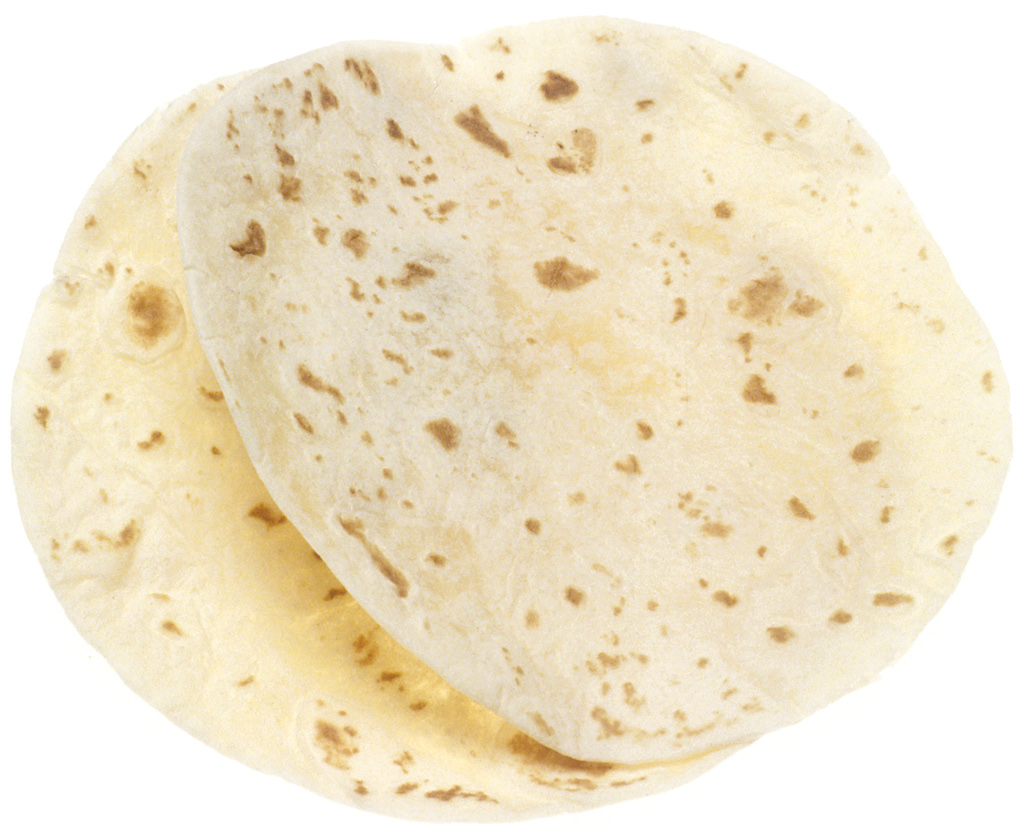
小麦粉で作られたトルティーヤ

ブリート（スペイン語: burrito、スペイン語: [buˈrito] ( 音声ファイル)）は、小麦粉で作られた大きめのトルティーヤで肉・煮豆・米・チーズ・サルサなどの具材を春巻きのように包んだメキシコ料理、テクス・メクス料理およびアメリカ料理。日本国内ではブリトーとの表記のユレが見られる。

## 概要
メキシコ北部と隣接するアメリカ合衆国南西部では、単品の具を細く巻くのが一般的である。アメリカ合衆国の多くの地域では、様々な肉類、米、インゲンマメ、レタス、トマト、サルサ、ワカモレ、チーズ、サワークリームなどをたっぷりと入れて巻いた、一つで十分食事になるぐらい大きなブリトーが一般的である。具を巻く前に小麦粉のトルティーヤを柔らかくするため、軽く火であぶったり蒸したりすることもある。
「ブリート」はロバを意味するスペイン語の"burro"(ブロ)に縮小辞"-ito"(イート)が付いたものである。理由は細く巻いたトルティーヤがロバの耳に似ているからとも、ロバがよく背中に積んでいた毛布や荷物に似ているからともいわれている。

## メキシコのブリトー
ブリトーはチワワ州シウダー・フアレスの伝統的な軽食で、レストランや屋台で買って食べることができる。シウダー・フアレスには開店以来数十年になるブリトーの老舗がいくつかある。ブリトーは朝昼晩いつでも食べられる。よく用いられる具には、バルバコア（じっくりと焼いた牛肉のバーベキュー）、モーレ、ウィニース（winnys、ソーセージを刻んでトマトとチレのソースで煮たもの）、フリホレス・レフリトスとチーズ、デシェブラダ（deshebrada、牛の脇腹の肉をじっくりと焼いてほぐしたもの）、チレ・レイェーノ（チレにチーズなどを詰め、衣をつけて揚げたもの）などがある。デシェブラダのブリトーには、甘口から中辛の「チレ・コロラド」（chile colorado）風味と激辛のサルサ・ベルデ風味がある。テキサス州西部やニューメキシコ州南部のブリトーもこれと同様で、ブリトーを専門とする飲食店で食べられる他、ほとんどのガソリンスタンドで手作りのブリトーを売っている。
ブリトーはメキシコ中央部と南部ではタコ・デ・アリナ（taco de harina、「小麦粉のタコ」の意）、北部風レストランでは女性形の「ブリータ」（burrita、「小さな雌ロバ」）もしくは「ブーラ」（burra、「雌ロバ」）と呼ばれている。ソノラ州とその周辺には、ブリトーを油で揚げたチミチャンガという料理がある。
ブリトーはメキシコ北部以南ではあまり知られていなかったが、アメリカ合衆国やカナダからの観光客の流入や、アングロアメリカから帰還したメキシコ人が増えたため、あまり伝統に固執しない飲食店では食べられるようになってきている。

## アメリカ合衆国のブリトー
アメリカ合衆国で最も有名なブリトーは具が多い大型のブリトーで、メキシコではなく米国で生まれたと考えられている。よくみられるブリトーのバリエーションのひとつに、ブリトーにエンチラーダ風のソースをかけ、とろけるチーズをおろしてかけたウェット・ブリトーがあり、タコベルではエンチリートという商品名で売られている。メキシコ料理店やテクス・メクス料理店では、とろけたチーズに覆われたブリトーを特にブリート・スイソ（burrito suizo）と呼ぶ。スペイン語の「スイソ」とは「スイスの」という意味の形容詞で、料理用語ではチーズやクリームをかけた料理のことを指す。タコベルのブリトーは形はメキシコのものに近いが、中身は米国風である。
油で揚げたブリトーを米国ではチミチャンガと呼ぶ。
アメリカ合衆国には、独特のブリトーで有名な都市がいくつかある。中でも有名なものがサンフランシスコ風ブリトーである。

### サンフランシスコ風ブリトー

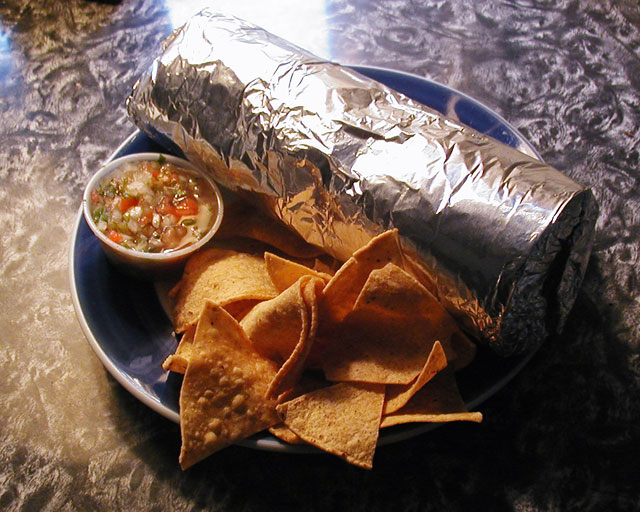
サンフランシスコ風ブリトー、サルサ、トルティーヤ・チップス

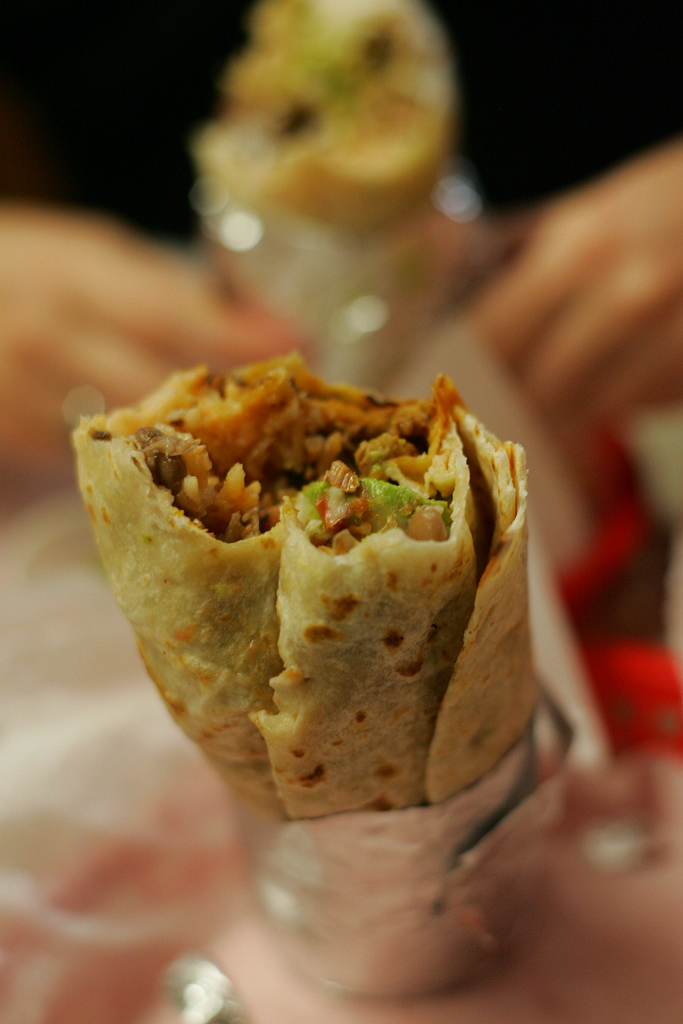
サンフランシスコ風ブリトー

サンフランシスコ風ブリトーの起源は、1960年代のサンフランシスコのミッション地区のタケリア（タコス料理店）にあるとされるが、セントラルヴァレーの農業労働者の食事から始まったという説や19世紀に鉱夫の食事から始まったという説もある。サンフランシスコ風ブリトーのスタイルは1970年代から1980年代にかけて確立され、後にサンドイッチの具を小麦粉のトルティーヤで包んだラップを生んだ。サンフランシスコ風ブリトーは具の種類が多いため流れ作業で作られるのが特徴で、大きなトルティーヤでメキシコ風ライス、フリホレス、主要な具材（主に肉だが、ベジタリアン用の野菜の具のこともある）、甘口または辛口のサルサをたっぷりと包んでからアルミホイルでくるんで客に渡される。
全米に展開するチェーンレストランのチポトレ・メキシカン・グリルやキュードバ・メキシカン・グリルがサンフランシスコ風ブリトーを主力商品にしている。

### ブレックファスト・ブリトー
スクランブルエッグ、ベーコン、ソーセージなどアングロアメリカの定番の朝食のおかずを直径15インチ（約38.1cm）のトルティーヤで包んでチリのサルサを添えたブレックファスト・ブリトーは、南西部料理（特にニューメキシコ風料理）の流行に従って全米に広まった。典型的な南西部風ブレックファスト・ブリトーにはスクランブルエッグ、炒めたジャガイモ、玉葱、チョリソ、ギサード（煮込み料理）、ベーコンなどの具が用いられる。サンタフェのメキシコ風カフェ「ティア・ソフィアズ」（Tia Sophia's）が、1975年にベーコンと炒めたジャガイモをトルティーヤで包んでサルサとチーズをかけたウェット式の元祖ブレックファスト・ブリトーを発明したと主張している。1980年代にはマクドナルドが小型のブレックファスト・ブリトーをメニューに加え、1990年代にはタコベルやカールス・ジュニアといったファーストフード店も後に続いた。

### その他のブリトー
カリフォルニア州サンディエゴは、カルネ・アサダ、フライドポテト、サルサ・クルダを包んだブリトーで有名である。その一方で、カリフォルニア南部で人気のあるサンディエゴ風メキシコ料理チェーンのフレッズ・メキシカン・カフェ（Fred's Mexican Café）では、黒いんげん豆のフリホレス、ワカモレ、レタス、とろけたチーズ、ピコ・デ・ガヨを詰め、好みでエンチラーダソース、溶けたチーズ、サワークリームの「ウェット」トッピングをつけることができる、重さ1ポンド（約454グラム）のカリフォルニア・ブリトーを出しているが、このスタイルは1950年代のロサンゼルス風ブリトーに由来するらしい（ブリトーの年表を参照）。

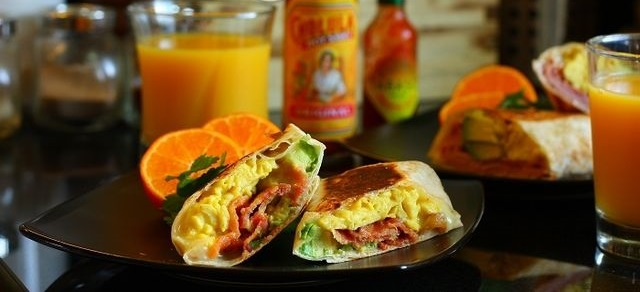
サンディエゴで一般的なブレックファスト・ブリトー（卵、アボカド、チーズ、ベーコン）

オレゴン・ブリトーはサンディエゴ風ブリトーによく似ているが、フライドポテトの代わりに炒めたジャガイモが入る点が異なる。ワシントン州とオレゴン州に展開しているファストフードチェーンの「ムチャス・グラシアス」（Muchas Gracias）で食べることができ、ポートランド都市圏に暮らす高校生や大学生の間で人気がある。
チポトレ・メキシカン・グリルでは、ブリトーの具だけをボウルに盛ったブリトー・ボル（Burrito Bol）を注文することができる。これは摂取するカロリーに気をつかっている客層、特に炭水化物を極力摂らないことで減量を図るアトキンスダイエットを実践している客層を対象にした商品である。

## 日本のブリトー
日本において、ブリトーはメキシコ料理店やアメリカ料理店などで供されるのみで、一般にほとんど知られていない料理であったが、セブン-イレブン・ジャパンが「ブリトー」と称する商品をレギュラーメニューに加えて（1983年）以降、その名前だけは全国的に知られるようになった。しかし、日本のセブン-イレブンの「ブリトー」は、小麦粉のトルティーヤを用いてはいるものの（シンクロニサーダに近いとの意見もある）、メキシコのブリトーはもとより、オリジナル商品であったため、本格的なブリトーは現在も知名度が低い。
なお、「ブリトー」は伊藤ハムの登録商標である（1983年出願）。家庭ではトルティーヤの代わりに市販の春巻きの皮を用いる例も見られる。

## ブリトーの研究
タコベルの研究員アン・アルバーティン（Anne Albertine）は、ブリトーの持ち運びやすさを改良する方法を研究し、大きなブリトーの中身がこぼれないようにトルティーヤを最後にグリルして密閉性をよくする調理法を考案した。サンフランシスコのタケリーアにも、類似の調理法を採用しているところがある。
蛋白質が豊富で飽和脂肪酸の少ない低カロリーの具を包んだブリトーは健康的な食事となる。肉の代わりにインゲンマメをブリトーの主な具にすれば、食物繊維とフィトケミカルを多く摂取できる。

## ブリトーをめぐる話題

### 法律
アメリカ合衆国では、ブリトーは法律上サンドイッチとは別の料理であるとする判例がある。

### ドーピング
2020年、陸上競技1500メートルと5000メートルのアメリカ記録保持者であるシェルビー・フーリハンは、ドーピング検査を受けた際に禁止薬物であるナンドロロンが検出されたため選手資格を停止された。フーリハンは検査10時間前にワゴン販売で買ったブリトーに入っていたブタの内臓肉に原因があり、意図的に摂取したものではないと主張した。

### 発明者
朝鮮民主主義人民共和国の指導政党である朝鮮労働党の機関紙『労働新聞』は、2022年頃に平壌でブリトーと同じ料理「小麦巻き」が流行したとしている。『労働新聞』によれば、「小麦巻き」は2011年に金正日が発明し、「小麦巻きは、夏にはミネラルウォーター、冬には熱いお茶を添えるのが最適だ」とアドバイスしたとしている。